# Felice Berruti
Felice Berruti (Asti, 1771 – Asti, 2 agosto 1797) è stato un avvocato e patriota italiano, prese parte ai moti rivoluzionari che diedero origine alla Repubblica Astese del 1797.

## Biografia
Nacque in una famiglia di intellettuali giacobini. Il fratello Giovanni Secondo prese parte anche lui ai moti insurrezionali astigiani del 1797.
Felice, conseguì la licenza superiore il 6 maggio 1793 e la laurea in Legge il 3 maggio 1794.
Nel maggio del 1794, prese parte a Torino ad una congiura giacobina con l'intento di sollevare la popolazione e rovesciare il governo sabaudo. In quel frangente, 12 suoi colleghi vennero condannati a morte (anche se poi le sentenze eseguite furono soltanto due).
Il Berruti scampò la condanna ma venne un avvertimento al padre ed alla famiglia Berruti da parte del Governo locale di contenersi nei discorsi e nelle attività antimonarchiche.
Nel luglio del 1797, dopo l'armistizio di Cherasco e la pace di Parigi, in seguito ai disordini che si svilupparono principalmente nel Piemonte meridionale, per la carestia e lo sproporzionato aumento dei prezzi dei generi di prima necessità, insieme ad altri astigiani fu il fautore della Rivoluzione astigiana che porto alla proclamazione della Repubblica Astese il 28 luglio 1797.
Tra i capi della rivoluzione con Felice Berruti vi furono Secondo Arò (avvocato e proclamato presidente della repubblica), Gioachino Testa (avvocato), Michele Peracchio (avvocato), Giacinto Paglieri (causidico), Giuseppe Maria Poncini (causidico), Giacomo Gardini(causidico), Francesco Morando (causidico), Filippo Massa (causidico), Ludovico Riccardi (panettiere), Giovan Battista Testa (oste), Vincenzo Aimasso (macellaio).
Dopo appena tre giorni il marchese Mazzetti di Frinco a capo di un gruppo di controrivoluzionari, aiutati anche da molti contadini della provincia fedeli al re, mossero alla volta della città facendo cadere la neonata repubblica.
I repubblicani, presi dalla paura e dallo sconforto si diedero alcuni alla fuga e gli altri furono catturati e arrestati.
Anche il Berruti venne catturato e fu fucilato insieme a Secondo Arò il 2 agosto 1797 da parte delle regie truppe presso i bastioni di piazza d'armi (l'odierna piazza Libertà).